# Erpodium pringlei
Erpodium pringlei là một loài rêu trong họ Erpodiaceae. Loài này được E. Britton mô tả khoa học đầu tiên năm 1905.